# Mistrz Willema van Bibaut
Mistrz Willema van Bibaut – anonimowy artysta czynny w XVI wieku we Francji i Niderlandach 
Swój przydomek otrzymał od portretu swojego darczyńcy powstałego w 1523 roku, opata klasztoru kartuzów w Grenoble, Willema van Bibaut. Portret namalowany został na skrzydle dyptyku; na jego drugiej części przedstawiono Madonnę z Dzieciątkiem a jego autorem był Mistrz Legendy św. Marii Magdaleny. Według Johna Olivera Handa obrazy te powstały w różnych okresach a ich połączenia dokonano znacznie później, o czym mogą świadczyć napisy na ramach obrazów. Na ramie Madonny widnieje inskrypcja: Obiit gratia nopoli anno 1575, na ramie portretu natomiast: Guiliemus Bibaucius Primas Tots/ Ordinis Cartusientium 1523; na rewersie znajduje się obraz Pięć ran Chrystusa.